# 小行星5816
小行星5816（英語：5816 Potsdam）是一颗围绕太阳公转的小行星。1989年1月11日，佛蒙特·伯根在陶腾堡发现了此天体。
这颗小行星的绝对星等为92.92433067438358等。